# Grace Sackville
Grace Sackville, Countess of Middlesex, född 1723, död 1763, var en brittisk hovfunktionär. 
Hon efterträdde 1743 Jane Hamilton som Mistress of the Robes och First lady of the Bedchamber till kronprinsessan Augusta av Sachsen-Gotha, och som älskarinna till kronprinsen.  
Hon var verksam som amatörkonstnär. 